# Împrumut (lingvistică)
În lingvistica comparativă, lingvistica istorică și sociolingvistică, termenul împrumut denumește preluarea unor elemente lingvistice de către un idiom (limbă, dialect) de la alt idiom. În același timp, „împrumut” denumește și elementul preluat. Termenul este generalizat, deși, spre deosebire de sensul său extralingvistic, în domeniul limbii nu desemnează ceva de restituit.
Toate limbile recurg într-o măsură mai mare sau mai mică la împrumuturi și furnizează împrumuturi într-o măsură mai mare sau mai mică, iar acestea privesc în grade diferite toate aspectele limbii. Cele mai frecvente sunt împrumuturile lexicale, dar există și împrumuturi gramaticale (morfologice și sintactice), precum și împrumuturi fonetice și prozodice.
Un aspect important al împrumuturilor este integrarea lor, la un moment istoric dat, împrumuturile dintr-o limbă prezentând grade diferite de integrare.

## Împrejurările împrumutului
Limbile nu sunt izolate unele de altele, ci sunt în contact prin intermediul utilizatorilor lor, din cauza vecinătății, conviețuirii, migrațiilor sau colonizărilor, fenomene ce duc deseori la bilingvism. Astfel, împrumutul este fenomenul sociolingvistic cel mai important în contactul dintre limbi. Împrumuturile realizate în aceste împrejurări sunt numite de unii autori directe sau populare. Asemenea împrumuturi au loc în decursul întregii istorii a limbii și, din acest punct de vedere, se pot deosebi împrumuturi relativ vechi și relativ recente. În limba română, împrumuturi vechi provin din limba slavă veche (cinste, a citi, a iubi etc.), iar mult mai recente din franceză: algebră, balon, actual etc..
Limbile nu sunt egale între ele ca surse de împrumuturi. De exemplu, cele ale fostelor țări colonizatoare s-au bucurat de un prestigiu social, cultural și/sau politic mai mare decât cele ale popoarelor colonizate, în consecință acestea din urmă au împrumutat mult mai mult din primele decât invers: vietnameza, limba wolof din franceză, alte multe limbi asiatice (ex. limba cantoneză din Hong Kong) și africane din engleză, tibetana din chineză etc.
Unele limbi au devenit donoare din motive culturale, jucând un rol central în cadrul unor mari civilizații. Printre limbile vii, astfel sunt chineza (pentru japoneză, coreeană, vietnameză și alte limbi din Asia de Est și de Sud-Est), sau araba, prin intermediul islamului, pentru limbile urdu, persană, swahili etc. Din aceeași cauză, și limbi moarte continuă să fie donoare, precum greaca veche și latina pentru limbile occidentale, chineza clasică pentru chineza modernă și japoneză, sanscrita pentru hindi. Împrumuturile din astfel de limbi și din alte limbi de cultură sunt numite indirecte sau savante de unii lingviști. Ele sunt realizate de cunoscători ai acestor limbi în urma contactului cu lucrări scrise în acestea, pe care deseori le traduc. În română sunt surse de asemenea împrumuturi, pe lângă latină, franceza și italiana, de multe ori nemaiputându-se ști din care anume provin (exemple: algebră, balon, contra etc.).
Chiar dacă o limbă este considerată lipsită de prestigiu de către vorbitorii unei limbi considerate de prestigiu cu care este în contact, prima îi furnizează totuși împrumuturi celei de-a doua, deși comparativ mai puține. Acestea însă pot avea sens peiorativ. Astfel sunt în franceză, de pildă, unele cuvinte împrumutate din araba din Magreb, ca barda „calabalâc” (în arabă „samar”), bled „localitate prăpădită” (arabă „ținut”) sau smalah „familie, suită numeroasă”.
În secolul al XXI-lea, limba engleză este probabil donorul cel mai important, dar și ea împrumută din multe alte limbi. Factorul care favorizează în acest secol împrumutul în cazul limbilor în general, este dezvoltarea contactelor interumane de tot felul (economice, politice, culturale etc.) prin călătorii și telecomunicații.

## Motivația împrumutului
Motivul principal al împrumutului este necesitatea de a numi un lucru nou sau o noțiune nouă pentru utilizatorii unei anumite limbi. Acestea vin din comunitatea lingvistică donoare împreună cu denumirea lor. Astfel, în secolul al XVIII-lea, francezii au preluat de la englezi, împreună cu denumirile lor, le frac „fracul”, la redingote „redingota” sau le rosbif „rosbiful” etc., iar în secolul al XIX-lea, printre altele, termeni legați de calea ferată (rail „șină”, wagon „vagon” etc.). În afară de substantive concrete, franceza a împrumutat din engleză și substantive abstracte, de exemplu în limbajul politic: session „sesiune”, budget „buget”, législature „legislatură”, memorandum, vote „vot” etc.
Exemplele precedente denumesc lucruri și noțiuni care au devenit realități în comunitatea lingvistică receptoare, dar în alte cazuri este necesar să se numească realități care rămân străine sau sunt numai pe cale de a deveni realități și în comunitatea receptoare. Astfel sunt cuvântul japonez sushi, cel swahili safari, cel rusesc samovar, cel finlandez saună etc.
Uneori, o anumită realitate există în comunitate și are denumire în limbă, dar este necesar un împrumut pentru a-i preciza sensul. De exemplu, în limba maghiară există cuvântul tanár „profesor” (din oricare ciclu al sistemului de învățământ), dar s-a împrumutat cuvântul professzor numai pentru profesorul universitar.
Alteori, împrumutul este adoptat din motive stilistice, deși există un cuvânt cu totul corespunzător în limbă, pentru a evita repetiția. Astfel, se pot cita sinonimele: hu  bonyolult = komplikált „complicat”, kérdés = probléma „problemă”.
Există și împrumuturi care nu umplu nicio lacună a limbii, ci au o motivație sociolingvistică. Cuvinte autohtone, chiar și din lexicul de bază, care în general este mai stabil decât restul lexicului, pot fi înlocuite de împrumuturi dintr-o limbă care are un mare prestigiu cultural. Este cazul, de exemplu, în limbile dravidiene din India, pe care le influențează limba sanscrită, purtătoare a hinduismului, care este religia dominantă în aria acestor limbi.
Au de asemenea motivație sociolingvistică împrumuturi efectuate de alte registre de limbă decât cel curent, în care de altfel există sinonimele acelor împrumuturi. Cuvântul poate fi din registrul familiar în limba de origine și împrumutat tot de registrul familiar al limbii receptoare, ca americanismul O.K. devenit internațional, inclusiv în chineză (ōu-kēi), sau ca en  bye-bye „la revedere” în aceeași limbă (bāi-bāi, în registrul curent zài-jiàn). Cuvinte din registrul curent în limba de origine pot deveni familiare în cea receptoare, precum en  thank you „mulțumesc” în hindi și urdu: thainkyū (hindi curentă dhyanavad, urdu curentă shukriya), sau pot deveni argotice la început în limba receptoare, intrând eventual ulterior în registrul popular urban sau chiar în cel familiar, de exemplu hu  lóvé „lovele”, în loc de pénz „bani”, din lovè (limba romani). La polul sociolingvistic opus sunt, de pildă, franțuzismele folosite în registrul elevat, ex. a flata < flatter, în loc de „a măguli”.
Din cauze culturale, împrumuturi mai vechi pot fi înlocuite cu împrumuturi mai noi. Aceasta s-a întâmplat de pildă în limba română, când, începând cu secolul al XIX-lea, societatea a început să se modernizeze sub influența Europei de Vest. Împrumuturi slave, grecești și turcești au fost înlocuite cu împrumuturi din latină, franceză sau italiană. De exemplu, cuvântul de origine slavă rod a fost înlocuit cu cel de origine latină fruct în sens concret, deși primul a rămas în limbă cu sens figurat și mai rar folosit, aparținând registrului elevat.
Unii lingviști consideră recurgerea la cuvinte străine inutile un fenomen de modă, o manifestare de snobism, din dorința de a face parte din cei bogați și puternici.

## Tipuri de împrumuturi
Există împrumuturi în toate domeniile limbii, dar în cantități diferite. În acest sens, se poate stabili o ordine descrescătoare.

### Împrumut lexical
Cele mai frecvente sunt cuvintele împrumutate, iar printre acestea ocupă locul întâi cele cu sens lexical (substantive, verbe, adjective, adverbe etc.). Substantivele sunt de departe cuvintele cel mai des împrumutate. Japoneza, de exemplu, are enorm de multe substantive din chineză, dar foarte puține verbe.
În mai mică măsură decât cuvinte cu sens lexical, sunt împrumutate și cuvinte gramaticale: pronume, adjective pronominale, prepoziții, postpoziții, conjuncții etc. Limba turcă, de pildă, a împrumutat din arabă sau din persană conjuncții corespunzătoare lui „și”, „sau”, „dar”.
În ceea ce privește cuvintele din lexicul de bază, unele limbi acceptă mai greu împrumuturi din această categorie, altele mai ușor. Printre acestea din urmă sunt limbi autohtone din Australia, din Amazonia sau din Noua Guinee, dar și engleza a preluat din limba nordică veche cuvinte din lexicul de bază precum they „ei”, their „(al/a/ai/ale) lor”, skin „piele”, sister „soră”, give „a da”, die „a muri” etc. De asemenea, limbi ca japoneza, coreeana sau thailandeza au împrumutat numerale din chineză, deși nu sunt înrudite cu aceasta.

### Împrumut de afixe derivaționale
Limbile indoeuropene occidentale au împrumutat multe afixe din latină și din greacă, cu care se derivă cuvinte din alte cuvinte. În franceză, bunăoară, se găsesc prefixe precum extra-, inter-, pro-, trans- etc. din latină, sau anti-, tri- etc. din greacă, și sufixe ca -al, -ation „-ațiune” etc. din latină, sau -ite „-ită”, -ose „-oză” etc. din greacă.
Când spre sfârșitul secolului al XIX-lea a început să se răspândească gândirea occidentală în Asia de Est, și în unele limbi de acolo s-a simțit nevoia de a se folosi afixe. De exemplu, drept corespunzătoare lui -ism și -iza s-au adoptat ca sufixe cuvinte de origine chineză: ja  shakai-shugi „socialism”, ou-ka „a europeniza”; vietnameză âu-hoá „a europeniza”. Un exemplu interesant din vietnameză este cuvântul in-chê-able „nedenigrabil”, din prefixul negativ in-, verbul chê „a denigra” și sufixul -able, afixele fiind împrumutate din franceză.

### Împrumut prozodic și fonetic
Trăsăturile prozodice sunt împrumutate mai ușor decât cele fonetice. Sistemul tonurilor, de exemplu, s-a dezvoltat aproximativ în același fel într-o mare parte a limbilor din Asia de Sud-Est, probabil sub influența limbii chineze.
Unele limbi împrumută cuvinte împreună cu fonetismul lor. Astfel, limba tagalog din Insulele Filipine are la origine numai vocalele /i/, /u/ și /a/, dar a preluat din spaniolă, limbă a foștilor colonizatori, și vocalele /e/ și /o/, prin cuvinte ca   región > rehiyon „regiune”. Româna nu are fonemele /ø/ și /y/, dar cuvintele föhn și führer se pronunță cu acestea.
Alt exemplu de influență prozodică și fonetică este asemănarea dintre limbile maghiară și slovacă în privința accentuării și a sistemului fonemic.

### Calc
Calcul este un tip aparte de împrumut.
Un tip de calc lexical este cel semantic, prin care se împrumută un sens care se adaugă la sensul/sensurile pe care un cuvânt din limba receptoare le are deja. De pildă, cuvântul lume însemna la origine numai „lumină”, dar a preluat de la cuvântul slav svĕtŭ „lumină; lume” și al doilea sens al acestuia, și în final a rămas numai cu acesta.
Alt tip de calc lexical este cel de structură morfematică, prin care se împrumută structura unui cuvânt străin derivat (întâietate < fr  primauté) sau compus: bunăstare < de  Wohlstand.
Există și calc frazeologic, când se împrumută o unitate frazeologică traducându-i-se elementele cuvânt cu cuvânt, ex. să revenim la oile noastre < fr  revenons à nos moutons.
Calcul gramatical poate fi morfologic, bunăoară în română, unde verbe latinești active au devenit reflexive sub influență slavă: a se naște < roditi sę. Un exemplu de construcție sintactică împrumutată este în maghiară cea de tipul kell menjek „trebuie să plec”, cu verbul subordonat la conjunctiv. Sub influența construcției românești, aceasta s-a încetățenit mai întâi în varianta maghiarei din România, dar s-a răspândit și în Ungaria, alături de sinonimul ei sintactic kell mennem, cu verbul subordonat la infinitiv cu sufix posesiv personal.
Se cunosc și cazuri de împrumut referitor la topică, precum cel al limbii karen din Birmania. Aceasta face parte din familia de limbi tibeto-birmane, caracterizată în general prin topica SOV, dar a preluat din limbile învecinate topica SVO.

## Integrarea împrumuturilor
Limba receptoare de împrumuturi caută să le integreze pe acestea adaptându-le din punct de vedere fonetic, prozodic, gramatical, grafic și ortografic la propriile sale reguli, dar nu toate împrumuturile existente la un anumit moment istoric sunt integrate în același grad. În general, împrumuturile sunt cu atât mai bine integrate, cu cât sunt mai vechi.
Primul stadiu al împrumutului este cel de element străin în limbă. Una din căile prin care apare este amestecul de elemente din două limbi diferite în cadrul aceluiași lanț al vorbirii, uneori în aceeași propoziție, fenomen care poate exista la bilingvi, numit în engleză code-mixing sau code-switching.
Cuvântul străin este cunoscut ca atare de vorbitori și nu este deloc integrat, sau este numai parțial integrat în limbă. Cuvintele ce denumesc realități străine pot fi complet integrate lingvistic, dar, prin forța împrejurărilor, sunt totuși cunoscute drept străine. Un împrumut care numește o realitate existentă în comunitatea lingvistică nu mai poate fi considerat străin când este complet integrat lingvistic și vorbitorul obișnuit nu știe că este un împrumut.

### Adaptare semantică
De regulă, cuvântul împrumutat se adoptă cu un singur sens pe care îl are în limba donoare. Dacă în aceasta are un sens general, în limba receptoare este adoptat cu un sens specific. De exemplu, în engleză, building denumește orice clădire, dar în franceză a fost preluat pentru a denumi o clădire cu multe etaje. Același este și cazul lui hu  professzor amintit mai sus.

### Adaptare fonetică și prozodică
Un cuvânt bine integrat fonetic și prozodic adoptă toate trăsăturile respective proprii limbii receptoare, adică se înlocuiesc sunetele pe care nu le are limba receptoare cu sunete pe care le are, și i se aplică și alte schimbări fonetice care o adaptează la pronunțarea limbii. De asemenea, i se schimbă locul accentului dacă cel originar nu corespunde regulilor de accentuare ale limbii.

#### Schimbări de sunete
Exemple de asemenea schimbări sunt:
- în română: birou [biˈrow] < fr  bureau [byˈʁo], ștecăr [ˈʃtekər] < de  Stecker [ˈʃtɛkəʁ]. În cuvinte străine, parțial integrate, se păstrează unele sunete străine limbii române (vezi mai sus exemplele föhn și führer).
- în franceză: choucroute [ʃuˈkʁut] „mâncare cu varză murată” < de  Sauerkraut [ˈzaʊ̯ɐkʁaʊ̯t] „varză murată”[28], bifteck [bifˈtɛk] < en  beefsteak [ˈbiːfsteɪk][27]. În cuvinte de origine engleză se păstrează consoana [ŋ] (ex. camping [kɑ̃piŋ]), care nu este proprie francezei[29].
- în limbile din diasistemul slav de centru-sud (bosniacă, croată, muntenegreană, sârbă, pe scurt BCMS): meni [ˈmeni] „meniu” < fr  menu [məˈny][30]. Aceste limbi nu admit niciun sunet străin.
- în maghiară: palacsinta [ˈpɑlɑt͡ʃintɑ] „clătită” < ro  „plăcintă”[31]. Nici această limbă nu tolerează sunete străine.
- în japoneză: terebijon < en  television[32]. Cuvinte cunoscute ca străine, precum bejitarian < en  vegetarian și baiorin „vioară” < en  violin, unii le pronunță vejitarian, respectiv viorin, cu consoana [v], străină japonezei[6].

#### Alte schimbări fonetice
Pentru a adapta cuvinte împrumutate, în unele limbi se schimbă uneori și sunete care există în limbă. De pildă, în maghiară, împrumuturilor vechi li s-au aplicat regulile armoniei vocalice. Astfel cuvântul slav vechi čelad a devenit család „familie”. Totuși, în împrumuturile mai noi nu s-au aplicat aceste reguli.
Unele limbi nu au în cuvintele moștenite anumite combinații de sunete, cel puțin în anumite poziții, de aceea adaptează împrumuturile cu asemenea combinații introducând sunete proprii. De exemplu, limbilor BCMS le sunt străine unele grupuri de consoane la sfârșit de cuvânt, de aceea introduc în ele o vocală numită [a] labil, la forma de nominativ singular, care dispare la alte cazuri, ex. franak „franc” < fr  franc – franka „(al/a/ai/ale) francului”. Totuși, unele împrumuturi nu respectă această regulă (ex. mart „martie”), iar altele au două variante (ex. talent sau talenat).
Altă limbă, maghiara, nu avea grupuri de consoane la început de cuvânt, de aceea mai demult a adaptat împrumuturile cu proteza unei vocale, ex. hu  iskola „școală” < la  schola. Totuși, proteza nu s-a mai aplicat la împrumuturile mai noi.
O altă adaptare constă în schimbarea cantității sunetelor. Sunete lungi într-o limbă pot deveni scurte în alta, și invers. Exemple: ro  hotar (cu a scurt) < hu  határ (cu á lung), ro  struț (cu ț scurt) < it  struzzo (cu același sunet lung), hu  áfonya (cu á lung) < ro  afină (cu a scurt), hu  affér „chestiune neplăcută” (cu f lung) < fr  affaire (cu ff pronunțat scurt) „afacere”.

#### Adaptarea accentuării
În cazul limbilor în care cuvintele poartă un accent tonic, acesta își poate schimba locul în cazul împrumuturilor.
Sunt limbi în care locul accentului este fix, prin urmare și împrumuturile sunt accentuate pe silaba în cauză. Astfel este franceza, cu accentul totdeauna pe ultima silabă, ex. choucroute [ʃuˈkʁut] „mâncare cu varză murată” < de  Sauerkraut [ˈzaʊ̯ɐkʁaʊ̯t]) „varză murată”, bifteck [bifˈtɛk] < en  beefsteak [ˈbiːfsteɪk].
În maghiară, locul accentului este de asemenea fix, pe prima silabă: palacsinta [ˈpɑlɑt͡ʃintɑ] „clătită” < ro  plăcintă.
În limbile BCMS, accentul nu are loc fix, dar există restricția de a nu se accentua ultima silabă. Standardul limbii sârbe este strict în această privință, ex. dirigent [diˈriɡent] „dirijor” < de  Dirigent [diʀiˈɡɛnt], dar în croată se acceptă și accentuarea originară pe lângă cea regulată.
În română, locul accentului este și mai liber, totuși uneori acesta se schimbă în procesul împrumutului, ex. hotar [hoˈtar] < hu  határ [ˈhɑtaːr], interviu [interˈviw] < en  interview [ˈɪntəvjuː]. Există și împrumuturi cu variante: cu locul accentului păstrat (mánager) și cu acesta schimbat (manáger).

### Adaptare gramaticală
Limbile flexionare și cele aglutinante adaptează de regulă cuvintele împrumutate la sistemul lor flexionar, respectiv de afixare. Cele care au categoria gramaticală a genului atribuie un gen substantivelor, cele care au declinare includ substantivele și adjectivele într-o clasă a acesteia, toate le aplică sistemul de marcare a pluralului (eventual cu excepția unor cuvinte) și toate includ verbele într-o clasă de conjugare. Cuvintele împrumutate sunt de asemenea folosite în formarea de cuvinte noi.
Mai jos se pot vedea câteva fenomene de adaptare.
În română, substantivele străine, ca și împrumuturile relativ vechi, sunt adaptate primind articol hotărât enclitic (managerul) și declinându-se conform terminației lor (cowboyului, mass-mediei). Verbele sunt integrate de regulă în conjugarea I (a implementa, substantiv derivat implementare).
În franceză, pluralul substantivelor și adjectivelor este cel mai adesea marcat în scris printr-un -s, de regulă nepronunțat. Împrumuturile integrate îl adoptă (des géraniums „mușcate”, des casinos „cazinouri”), dar unele cuvinte străine își păstrează forma de plural originară, ex. des spaghetti, eventual scrisă cu -s (spaghettis), pronunțarea fiind aceeași. Verbele împrumutate primesc de regulă sufixul de infinitiv -er, incluzându-se astfel în conjugarea întâi.
În engleză, de asemenea, pluralul substantivelor împrumutate se formează ca în această limbă, în general, cu -s pronunțat, dar sunt cuvinte străine la care există ezitări. De pildă cactus se folosește cu formele de plural cacti sau cactuses.
În maghiară există sufixe preferate, precedate eventual de o vocală de legătură, pentru a constitui forma de bază a verbelor (cea de indicativ prezent, persoana a III-a singular) de la substantive străine, sau pentru a adapta verbe străine: szortíroz „sortează”, prejudikál „prejudiciază”.
În limbile BCMS sunt trei sufixe preferate pentru integrarea verbelor împrumutate (organizovati „a organiza” formirati „a forma”, operisati), dar majoritatea lor nu diferențiază aspectele (perfectiv și imperfectiv), având o singură formă pentru ambele. Substantivele se integrează în declinări, chiar dacă la nominativ singular au terminații străine limbii. Desinențele celorlalte cazuri se adaugă la acestea, la unele cu ajutorul unui sunet de legătură: tabu, genitiv tabua, žiri „juriu”, genitiv žirija. În schimb, în altă limbă slavă, rusa, numeroase substantive străine terminate în vocală primesc un gen care se manifestă prin acord cu atributele adjectivale, dar rămân invariabile în număr și caz, chiar dacă au terminații care există și la nominativul singular al unor substantive autohtone: жюри (jiuri) „juriu”, кофе (kofe) „cafea”, радио „radio”.

### Adaptare grafică
Adaptarea scrierii (grafiei) împrumuturilor și a cuvintelor străine depinde de mai mulți factori. Dacă sistemul de scriere al limbii receptoare este total diferit de cel al limbii donoare (ex. engleză – japoneză), împrumuturile se scriu cu grafia celei receptoare. Dacă sistemul grafic al celor două limbi este același, de exemplu același alfabet, împrumuturile bine integrate respectă grafia și ortografia limbii receptoare, iar cuvintele încă străine se scriu ca în limba donoare sau ca în cea receptoare, ori există ezitări în grafia lor.
În română, împrumuturile mai vechi din engleză sunt complet adaptate la (orto)grafia românească (blugi, gem, meci), dar cele relativ noi o păstrează pe cea originară: cowboy, fairplay, week-end.
În franceză este ilustrativ cazul substantivului bifteck, care la intrarea sa în limbă a fost scris ca în engleză, beefsteak, apoi a cunoscut variantele beefstake, beefsteck și beefteak, grafia sa rămânând totuși parțial străină celei franceze prin grupul ck.
În limbile BCMS care folosesc și alfabetul chirilic, și alfabetul latin (sârba și muntenegreana), toate împrumuturile și cuvintele străine se scriu conform ortografiilor proprii cu ambele alfabete, indiferent de gradul lor de integrare, inclusiv substantivele proprii străine: džem „gem”, kauboj „cowboy”, Šekspir „Shakespeare”. În bosniacă și în croată, care folosesc numai alfabetul latin, regula este aceeași, doar că numele proprii se scriu ca în limba de origine, dacă și aceasta folosește alfabetul latin.
În maghiară, principiul este tot scrierea după regulile ortografiei proprii (dzsem „gem”, meccs „meci”, víkend „week-end”), dar există excepții la cuvintele străine (ex. cowboy) și chiar la împrumuturi relativ vechi (ex. guillotine „ghilotină”). Unele din acestea păstrează parțial elemente de grafie originară, ex. millió „milion”, care se pronunță cu [l] scurt, deși în maghiară consoanele duble se pronunță lung.
În japoneză, nu numai cuvintele străine, ci și împrumuturile, fie chiar vechi, se deosebesc prin scrierea lor cu unul din cele trei silabare japoneze, katakana. Astfel, chiar și cuvântul pan „pâine”, luat din limba portugheză cu mai multe secole în urmă și integrat în alte privințe, se scrie cu katakana.

## Atitudinea față de împrumuturi
Trebuie făcută o distincție între atitudinea vorbitorilor „de rând”, pe de o parte, și cea a specialiștilor limbii și eventual a oficialităților, pe de altă parte. Cei din prima categorie adoptă cuvinte străine în mod spontan și nu rațional, mai greu sau mai ușor în funcție de diverși factori. La cei din a doua categorie există o gamă largă de atitudini, de la liberalism la purism, în funcție de limbă, de stadiul ei considerat într-o anumită perioadă istorică și chiar de unii factori politici.
În istoria limbii franceze nu se pune problema împrumuturilor până în secolul al XVI-lea, când cărturarii încep să se ocupe de ea odată cu începuturile standardizării limbii, exprimând chiar necesitatea împrumuturilor, mai ales din latină și greaca veche. Unii sunt și pentru împrumuturi din celelalte idiomuri vorbite pe teritoriul Franței, alții fiind împotriva acestora. În același secol intră în limbă foarte multe cuvinte italiene, împotriva adoptării cărora se ridică unii cărturari, atunci încă fără succes. În secolul al XVII-lea, în contextul clasicismului, se manifestă purism, normele date atunci limbii literare tinzând să elimine, printre altele, italianismele. Începând cu a doua jumătate a secolului al XX-lea, odată cu creșterea răspândirii în lume a influenței americane, politica lingvistică a țărilor francofone caută să limiteze pătrunderea în limbă a anglicismelor. În acest sens există organisme oficiale care se ocupă cu standardul limbii, inclusiv recomandând folosirea termenilor autohtoni existenți sau a unor termeni nou formați pe teren propriu în locul termenilor străini. S-au adoptat chiar și măsuri legislative în favoarea limbii franceze.
Și în istoria limbii maghiare, chestiunea împrumuturilor s-a pus când a început standardizarea, în prima jumătate a secolului al XIX-lea, în cadrul unei mișcări numite de „înnoire a limbii”. Tendința acesteia era de a crea cuvinte din elemente autohtone, prin compunere, derivare și calc, pentru a numi realitățile noi în epocă evitând împrumuturile. Și atunci, și ulterior s-au confruntat liberalismul și purismul în privința acceptării cuvintelor străine, existând perioade cu tendințe liberale și altele cu tendințe de purism. De pildă, de pe la sfârșitul secolului al XIX-lea până în anii 1930 s-au împrumutat multe cuvinte englezești din domeniul sporturilor (futball, korner, meccs etc.), care în varianta standard au fost înlocuite ulterior cu cuvinte maghiare, dar unele au rămas vii în registrul familiar. În comparație cu unele limbi, de exemplu româna, maghiara este mai reticentă față de împrumuturi. În maghiară ele constituie 7% din lexic, pe când în română – peste 60%. O explicație poate fi faptul că în maghiară se pot forma prin compunere și derivare cuvinte noi așa-zis „transparente”, adică motivate, din elemente cunoscute de majoritatea vorbitorilor. De exemplu, pentru a spune „jurnalistică”, nu este nevoie de împrumutul zsurnalisztika, din moment ce s-a putut forma újságírás (literal „scriere de ziare”), un cuvânt compus, dar chiar mai scurt decât cuvântul străin netransparent.
Printre limbile BCMS, standardul limbii croate este mai puțin tolerant față de împrumuturi decât standardul celorlalte, ceea ce este în relație cu aspirațiile la independență ale Croației. În cursul formării limbii croate standard au existat perioade în care împrumuturile intrau mai ușor în limbă și altele în care erau acceptate mai greu, dar în general, în standardizarea limbii este predominant purismul anti-împrumuturi. Această tendință se observă încă din secolul al XVII-lea și se menține și în secolul al XXI-lea, manifestându-se prin formarea sau calchierea conștientă de către intelectuali a multor cuvinte. În perioadele de apropiere între standardele croat și sârbesc, înainte și după Primul Război Mondial, apoi după Al Doilea Război Mondial, sub influența limbii sârbe, al cărei standard era mai permeabil la împrumuturi, acestea au fost mai numeroase și în croată. Perioada cu purismul cel mai accentuat a fost în timpul existenței așa-numitului Stat Independent al Croației (1941-1945), când împrumuturile existente și în sârbă au fost sistematic înlocuite cu creații croate, dar în Iugoslavia comunistă s-a revenit la cuvintele împrumutate. După proclamarea Republicii Croația în 1991, purismul lingvistic s-a reafirmat.